# Robert Sabatier

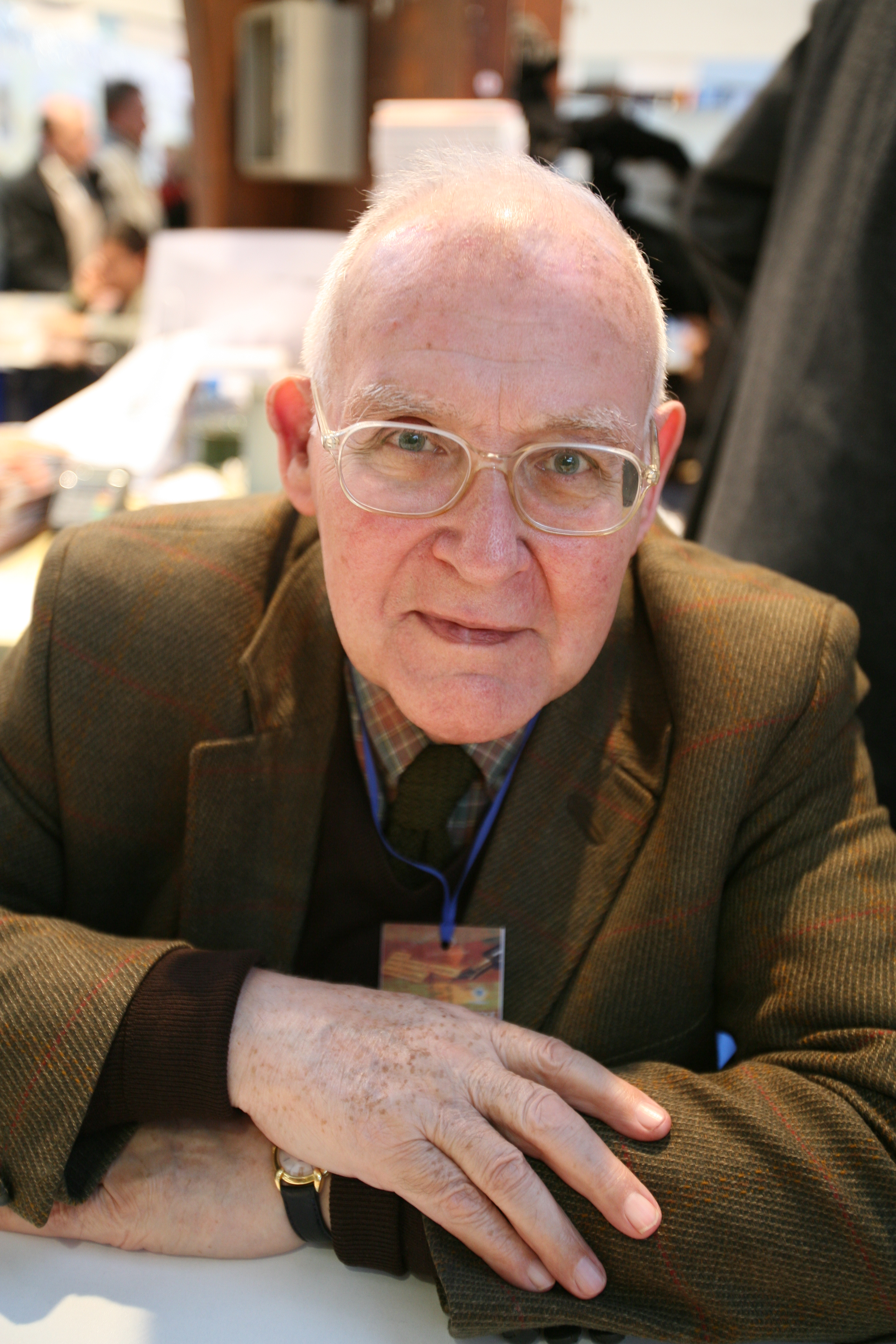
Robert Sabatier (2005)

Robert Sabatier (* 17. August 1923 in Paris; † 28. Juni 2012 in Boulogne-Billancourt, Département Hauts-de-Seine) war ein französischer Schriftsteller und Literaturkritiker. Einige Romane veröffentlichte Sabatier unter seinem Pseudonym Robert Vellerut.

## Leben
Sabatier wuchs in Paris auf und besuchte dort auch die Schule, bis er 1935 Vollwaise wurde. Sein Onkel, der eine Druckerei am Stadtrand von Paris besaß, wurde sein Vormund. Sabatier verließ auf Wunsch seines Onkels die Schule und erlernte in dessen Betrieb den Beruf des Typografen. Er blieb während der deutschen Besetzung in Paris und versuchte nach der Befreiung von Paris wieder in seinem Beruf Fuss zu fassen. Aus dieser Zeit stammen auch seine ersten literarischen Versuche.
Sabatier machte die Bekanntschaft des Verlegers Paul Angoulvent (1899–1976), der ihn 1950 für seinen Verlag Presses Universitaires de France engagierte. 1962 wechselte Sabatier in ähnlicher Funktion zum Verlag Éditions Albin Michel, wo er eng mit Robert Esménard (1905–1988) zusammen arbeitete.
Sabatier heiratete in Paris die Schriftstellerin Christiane Lesparre (1923–2002).
Sabatier starb am 28. Juli 2012 im Hôpital Ambroise-Paré von Boulogne-Billancourt und wurde am 2. Juli 2012  neben seiner Ehefrau auf dem Cimetière Montparnasse (Div. 18) beerdigt.
Sabatiers Lyrik war von den Surrealisten beeinflusst. Seine volksnahe Prosa kreiste um das Leben von Einzelgängern. Er verfasste zudem eine monumentale neunbändige Geschichte der französischen Poesie.

## Auszeichnungen
- 1952 Prix Antonin Artaud für „Les fêtes solaires“
- 1955 Prix Guillaume Apollinaire
- 1963 Prix Richelieu für „La mort du figurier“
- 1969 Grand Prix de Poésie (Académie française)
- 1969 stand sein Name auf der Favoritenliste für den Literaturpreis Prix Goncourt, er erhielt diesen jedoch nicht.
- 1971 wurde er Mitglied der Verleihungsjury, der Académie Goncourt.[1]

## Werke (Auswahl)
Gedichte
- L’état princier. Art poétique. A. Michel, Paris 1961.
- Icare et autres poèmes. A. Michel, Paris 1976, ISBN 2-226-00375-4.
- L’oiseau de demain. Poèmes. A. Michel, Paris 1981, ISBN 2-226-01103-X.
- Écriture. Poèmes. A. Michel, Paris 1993, ISBN 2-226-06641-1.
- Les masques et le miroir. Poèmes. A. Michel, Paris 1998, ISBN 2-226-10039-3.

Kriminalromane unter dem Pseudonym „Robert Vellerut“
- Pourquoi tuer un chien?. Paris 1956.
- Le portrait dans la vitrine. Paris 1956.
- Le mauvais moine. Paris 1960.
- Madame à l’atelier. Paris 1962.
- Piste en zigzag. Paris 1966.

Romane
- Alain et le nègre. Paris 1953.
  - Deutsch: Montmartre und das kleine Glück. List, München 1956 (übersetzt von Charlotte Tessmer-Hess, illustriert von Eva Schwimmer)
- Le marchand de sable. Paris 1954.
- Le goût de la cendre. Paris 1955.
- Boulevard. Paris 1956.
  - Deutsch: Lichter von Paris. Goldmann, München 1962 (übersetzt von Kurt Wagenseil)
- Canard au sang. Paris 1958.
- La sainte farce. Paris 1960.
- La mort du figuier. Paris 1963.
  - Deutsch: Der Tod des Feigenbaums. Goldmann, München 1963 (übersetzt von Gerhard Vorkamp)
- Dessin sur un trottoir. Paris 1964.
- Le chinois d’Afrique. Paris 1966.
  - Deutsch: Ein Mann in Paris. Claassen, Hamburg 1969 (übersetzt von Sybille A. Rott).
- Les enfants de l’été. Paris 1978.
  - Deutsch: Kinder des Sommers. Goldmann, München 1986 (übersetzt von Sybille a: Rott-Illfeld)
- Les années secrètes de la vie d’un homme. Paris 1984.
  - Deutsch: Ego. Die geheimen Jahre im Leben eines Mannes. Langen Müller, München 1989, ISBN 3-7844-2110-5 (übersetzt von Helmut Kossodo)
- La souris verte. Paris 1990.
- Le cygne noir. Paris 1995.
- Le lit de la merveille. Paris 1997.
- Le sourire aux lèvres. Paris 2000.
- Le cordonnier de la rue triste. Paris 2009.

Romanreihe um „Olivier“
- Les allumettes suédoises. Paris 1969.
  - Deutsch: Die schwedischen Zündhölzer. Claassen, Hamburg 1970, ISBN 3-546-47856-8 (übersetzt von Sybille A. Rott)
- Trois sucettes à la menthe. Paris 1972.
- Les noisettes sauvages. Paris 1974.
- Les fillettes chantantes. Paris 1980.
- David et Olivier. Paris 1986.
  - Deutsch: Eine Kindheit am Montmartre. Langen Müller, München 1989, ISBN 3-7844-2245-4 (übersetzt von Helmut Kossodo)
- Olivier et ses amis. Paris 1993.
- Olivier 1940. Paris 2003.
- Les trompettes guerrières. Paris 2007.

Sachbücher
- Histoire de la poésie française. Albin Michel, Paris 1975/1988 (9 Bände)
  - 1. La poésie du Moyen Age. 1975.
  - 2. La poésie du XVIe siècle. 1975.
  - 3. La poésie du XVIIe siècle. 1975.
  - 4. La poésie du XVIIIe siècle. 1975.
  - 5. La poeśie du xixe siècle.
    - 5.1. Les Romantismes. 1976.
    - 5.2. Naissance de la poésie moderne. 1977.

  - 6. La poésie du XXe siècle.
    - 6.1. Tradition et évolution. 1982.
    - 6.2. Révolutions et conquêtes. 1982.
    - 6.3. Métamorphoses et modernité. 1988.

Vorworte
- Mick Fouriscot: La dentellière (= Métiers d’hier et aujourd’hui). Berger-Levrault, Paris 1979, ISBN 2-7013-0303-6.
- Alexis Liebaert: Die Welt der Pfeife (= Collection Rolf Heyne). Heyne, München 1994, ISBN 3-453-08035-1.

Werkausgaben
- Œuvres poétiques complètes. A. Michel, Paris 2005, ISBN 2-226-16811-7.
- Œuvres complètes. Losfeld, Paris 1969/1995 (7 Bände)

## Verfilmungen
- Roger Duvivier (Regie): Lichter von Paris. Frankreich 1960  (frei nach dem Roman „Boulevard“)
- Jacques Ertaud (Regie): Eine Kindheit auf dem Montmartre. Frankreich 1996  (nach dem Roman „Les allumettes suédoises“)